# Tofino
Tofino é um distrito de aproximadamente 1.932 residentes na costa oeste da ilha de Vancouver, na província canadense da Colúmbia Britânica. O distrito está localizado no extremo oeste da Rodovia 4, na ponta da Península Esowista, no extremo sul de Clayoquot Sound e há 317 km de estrada de Vitória (Colúmbia Britânica). Tofino foi desenvolvido inicialmente através da pesca e da indústria madeireira, mas é conhecido atualmente por suas atrações turísticas devido à sua beleza natural e atividades recreativas.